# Выросткова, Нина Ивановна
Нина Ивановна Выросткова, в девичестве — Сошник (род. 20 декабря 1927, Курская губерния) — звеньевая свиноводческого совхоза № 2 Министерства совхозов СССР, Авдеевский район, Сталинская область, Украинская ССР. Герой Социалистического Труда (1949).

## Биография
Родилась в 1927 году в крестьянской семье в одном из сельских населённых пунктов Курской губернии. В послевоенные годы возглавляла комсомольско-молодёжное звено в свиноводческом совхозе № 2 (с 1963 года — совхоз «Тимирязевский», директор — Кузьма Никодимович Бобков) Амвросиевского района.
В 1948 году звено под её руководством собрало в среднем с каждого гектара по 33,5 центнеров пшеницы на участке площадью 22 гектара. Указом Президиума Верховного Совета СССР от 14 мая 1949 года удостоена звания Героя Социалистического Труда за «получение высоких урожаев пшеницы в 1948 году» с вручением ордена Ленина и золотой медали «Серп и Молот» (№ 3594).
Этим же указом званием Героя Социалистического Труда была награждена звеньевая свиноводческого совхоза № 2 Антонина Петровна Охотная.
После выхода на пенсию проживала в селе Кленовка Амврсиевского района. С 1983 года — персональный пенсионер союзного значения.